# لوئیجی کوتسی
لوئیجی کوتسی (ایتالیایی: Luigi Cozzi؛ زادهٔ ۷ سپتامبر ۱۹۴۷) کارگردان و فیلم‌نامه‌نویس اهل ایتالیا است که بیشتر فیلم‌های علمی تخیلی و ترسناک ساخته است.
از فیلم‌هایی که وی در آن‌ها نقش داشته است، می‌توان به دربان برهنه، قاتل باید دوباره بکشد، ماجراهای هرکول و جنگ ستارگان ورای بعد سوم اشاره نمود.